# Вайгали
Вайгали́ (вайгели, вайгальский; самоназвание: калаша-ала, wai-ala, waigal-ala) — один из языков Афганистана. На нём говорит население нескольких деревень, расположенных в долине реки Вайгал (провинция Кунар) — всего около 1500 человек.
Относится к нуристанской группе индоиранской ветви индоевропейских языков.
Близок к языку трегами — сходство в области лексики до 76—80 %. Земиаки считается либо диалектом вайгали, либо отдельным языком.
Язык имеет общее название с калашским языком, на котором говорят жители южного района Пакистана, округа Читрал. Эти языки принадлежат к разным ветвям индоиранских языков.
Уровень грамотности низкий.

## Примечание
1. ↑  Красная книга языков ЮНЕСКО
2. ↑  Waigali (англ.). Ethnologue (2015). Дата обращения: 16 августа 2020. Архивировано 4 августа 2017 года. (требуется подписка)